# 須山村
須山村（すやまむら）は、静岡県東部、駿東郡にあった村。現在の裾野市北西端、須山地区にあたる。1957年に裾野町に編入合併した。

## 地理
愛鷹山の北麓、富士山東南麓の集落で、村の広い面積を富士山の原野である大野原が占める。御殿場市方面と富士市方面とを結ぶ十里木街道が村内を通る。

## 歴史
- 1889年（明治22年）4月1日 - 町村制施行、須山村が単独村制。富岡村との町村組合が設置され、組合村役場は富岡村に置かれた。
- 1899年（明治32年）7月7日 - 富岡村との組合を解消。
- 1957年（昭和32年）9月1日 - 富岡村とともに裾野町に編入。

## 交通
村内に鉄道路線は存在しなかった。御殿場線岩波駅および御殿場駅からバスにて約20分。

## 観光・名所・旧跡など
- 須山浅間神社 - 富士山須山口登山道に鎮座する浅間神社。